# Yorkshire and the Humber
Yorkshire and the Humber, tidligere kendt som Yorkshire and Humberside, er en af de 9 regioner i England. Regionen består af hele eller dele af 5 ceremonielle grevskaber (heraf er 3 helt og 2 kun delvist i regionen), men er administrativt inddelt i 15 forskellige områder. Regionen inkluderer dele af Lincolnshire, fordi nordlige dele af det grevskab sammen med the East Riding of Yorkshire udgjorde grevskabet Humberside (en) mellem 1974 og 1996.
Storbritannien som helhed havde 73 medlemmer af Europa-Parlamentet ved valget dertil i 2014. Disse medlemmer vælges i regionerne, hvor Nordirland, Skotland, Wales, og hver af de engelske regioner udgør valgkredse, på nær at det britiske oversøiske territorium Gibraltar er del af South West England-kredsen. Yorkshire and the Humber havde 6 medlemmer i 2014.

## Ceremonielle grevskaber
- East Riding of Yorkshire
- Lincolnshire (kun delvist)
- North Yorkshire (kun delvist)
- South Yorkshire
- West Yorkshire

## Administrativ inddeling
| Administrative områder i Yorkshire and the Humber. | 1. Sheffield 2. Rotherham 3. Doncaster 4. Barnsley 5. Wakefield 6. Kirklees 7. Calderdale 8. Bradford 9. Leeds 10. North Yorkshire 11. York 12. East Riding of Yorkshire 13. Hull 14. North Lincolnshire 15. North East Lincolnshire |

### Enhedslige myndigheder
Der er 6 enhedslige myndigheder i Yorkshire and the Humber:
- East Riding of Yorkshire (ceremonielt en del af the East Riding of Yorkshire)
- Hull (ceremonielt en del af the East Riding of Yorkshire)
- North Lincolnshire (ceremonielt en del af Lincolnshire)
- North East Lincolnshire (ceremonielt en del af Lincolnshire)
- North Yorkshire (ceremonielt en del af North Yorkshire)
- York (ceremonielt en del af North Yorkshire)

### Metropolitan counties
Der er 2 metropolitan counties i Yorkshire and the Humber:
- South Yorkshire (dækker hele det ceremonielle South Yorkshire)
- West Yorkshire (dækker hele det ceremonielle West Yorkshire)

Ligesom de andre metropolitan counties i England, har hverken South Yorkshire eller West Yorkshire haft county councils (amtsråd) siden 1986, hvor de blev afskaffet og deres metropolitan boroughs fik tilført grevskabernes gamle opgaver.
De 4 metropolitan boroughs i South Yorkshire er:
- Barnsley
- Doncaster
- Rotherham
- Sheffield

De 5 metropolitan boroughs i West Yorkshire er:
- Bradford
- Calderdale
- Kirklees
- Leeds
- Wakefield

53°34′00″N 1°12′00″V / 53.566666666667°N 1.2°V